# 民門敏雄
民門 敏雄（たみかど としお、1904年〈明治37年〉7月1日 - 1969年〈昭和44年〉10月21日）は、日本の映画脚本家。

## 人物・経歴
熊本県熊本市出身。1923年福岡県立中学修猷館を経て、早稲田第一高等学院に入学するが中退。
霞山会の雑誌「東亜」の編集や劇団文芸部に所属し、1932年宝塚キネマ興行、1935年片岡千恵蔵プロダクション脚本部、1936年新興キネマ、1939年松竹京都撮影所を経て、1947年大映企画部に入社。1950年退社し、フリーとなる。同年齢であり同じ九州出身であった、脚本家八尋不二とは、個人的にも親しく、共作を多く残した。
1969年10月21日午前0時25分、心臓病のため自宅にて死去。

## 作品
- 次郎長裸道中 1939年 脚本
- すみだ川 1942年 脚本
- 紅蓮菩薩 1949年 原作
- 狸銀座を歩く 1950年 脚本
- 女賊と判官 1951年 脚本
- 夢介千両みやげ 春風無刀流 1951年 脚本
- 万花地獄 1951年 脚本
- 女次郎長ワクワク道中 1951年 脚本
- 赤穂城 1952年 脚本
- 續 赤穂城 1952年 脚本
- 新やじきた道中 1952年 脚本
- 鞍馬天狗 一騎討ち 1952年 脚本
- 腰抜け巌流島 1952年 脚本
- 神州天馬侠 1952年 脚本
- 凸凹太閤記 1953年 脚本
- 地獄太鼓 1953年 脚本
- 怪盗まだら蜘蛛 1954年 脚本
- 投げ唄左門一番手柄 死美人屋敷 1954年 脚本
- 血槍富士 1955年 脚色
- お化け駕籠 1956年 脚本
- 月夜の阿呆鳥 1956年 脚本
- 弥次喜多道中 1956年 脚本
- 金語楼純情日記 初恋社長 1957年 脚本
- 金語楼純情日記 珍遊侠伝 1957年 脚本
- 怪猫夜泣き沼 1957年 脚本
- 不知火頭巾 1957年 脚本
- 忠臣蔵 1958年 脚色
- 怪猫呪いの壁 1958年 脚本
- 化け猫御用だ 1958年 脚本
- 風雲将棋谷 1960年 脚本
- 気まぐれ鴉 1960年 脚本